# Toleman TG185
A Toleman TG185 egy Formula–1-es versenyautó, amelyet a Toleman csapat tervezett az 1985-ös Formula–1 világbajnokságra. Pilótái Teo Fabi és Piercarlo Ghinzani voltak. 

## Áttekintés
A sikeresnek mondható 1984-es idény után a csapat eredetileg a Stefan Johansson - John Watson versenyzőpárossal kezdte volna meg az idényt, de gondjai akadtak a szponzorációval és a gumibeszállítóval. Ugyanis 1984-ben Pirelliről Michelin abroncsokra váltottak, miután a Pirellivel összekülönböztek. Az év végén azonban a Michelin kivonult a sportágból, és a Tolemannek gumipartner kellett. Csakhogy eleinte senki nem akart nekik szállítani, így aztán az idény első három versenyét ki kellett hagyniuk. Csak a Benetton, mint szponzor beszállásával menekültek meg, az ő pénzükkel már lehetségessé vált az indulás. Bejelentett versenyzőpárosuk helyett azonban már a Fabi-Ghinzani páros voltak a pilótáik.
A kasztni nagy vonalakban megegyezett a TG184-essel, leginkább a hátsó felfüggesztést és a kasztni hátsó részét alakították át, hogy az új gumikkal is együtt tudjon működni. A meghajtásért ugyanúgy a Hart 800 lóerős soros négyhengeres turbómotorja felelt.
Első bevetésére a monacói nagydíjon került sor, és ekkor csak Fabi vezette. Csak az idény tizedik versenyétől álltak ki két autóval. A német nagydíjon Fabi meglepetésre pole pozíciót szerzett, ez volt a csapat első és egyetlen ilyen eredménye. Mindennek ellenére a TG185-ös elég megbízhatatlan volt, és a csapat egész idényben csak kétszer tudott befejezni egy futamot.
Az év végével a Toleman csapatot felvásárolta és a nevére vette a Benetton. Egy 2016-ban eredeti állapotúra helyreállított kasztni létezik, amelyet rendszeresen használnak demonstrációs céllal.

## Eredmények
(Táblázat értelmezése)

(Félkövér: pole-pozícióból indult; dőlt: leggyorsabb kört futott) 

| Év   | Csapat                   | Motor     | Gumik | Pilóták            | 1   | 2   | 3   | 4   | 5   | 6   | 7   | 8   | 9   | 10  | 11  | 12  | 13  | 14  | 15  | 16  | Pontok | Helyezés |
| ---- | ------------------------ | --------- | ----- | ------------------ | --- | --- | --- | --- | --- | --- | --- | --- | --- | --- | --- | --- | --- | --- | --- | --- | ------ | -------- |
| 1985 | Toleman Group Motorsport | Hart 415T | P     |                    | BRA | POR | SMR | MON | CAN | DET | FRA | GBR | GER | AUT | NED | ITA | BEL | EUR | RSA | AUS | 0      | -        |
| 1985 | Toleman Group Motorsport | Hart 415T | P     | Teo Fabi           |     |     |     | KI  | KI  | KI  | 14  | KI  | KI  | KI  | KI  | 12  | KI  | KI  | KI  | KI  | 0      | -        |
| 1985 | Toleman Group Motorsport | Hart 415T | P     | Piercarlo Ghinzani |     |     |     |     |     |     |     |     |     | NI  | KI  | NI  | KI  | KI  | KI  | KI  | 0      | -        |

## Fordítás
Ez a szócikk részben vagy egészben  a   Toleman TG185 című angol Wikipédia-szócikk ezen változatának fordításán alapul.  Az eredeti cikk szerkesztőit annak laptörténete sorolja fel. Ez a jelzés csupán a megfogalmazás eredetét és a szerzői jogokat jelzi, nem szolgál a cikkben szereplő információk forrásmegjelöléseként.